# Kirk Carlsen
Kirk Carlsen (25 mei 1987) is een Amerikaans voormalig wielrenner. 

## Carrière
In 2010 reed Carlsen voor de professionele ploeg Team Garmin-Transitions. Toen deze ploeg later fuseerde tot Team Garmin-Cervélo was er geen plaats meer voor Carlson en ging hij naar het opleidingsteam van de ploeg.
In 2008 werd Carlsen Amerikaans kampioen op de weg bij de beloften. Hij reed onder meer de Ronde van de Toekomst in 2008 en in 2010 de Ronde van Romandië.

## Overwinningen
2008
- Amerikaans kampioen op de weg, Beloften
- Criterium van Lake Sunapee

2009
- GP Ostfenster

## Grote rondes
Geen